# Il seme del tamarindo
Il seme del tamarindo (The Tamarind Seed) è un film del 1974 diretto da Blake Edwards, con Julie Andrews e Omar Sharif.

## Trama
Reduce da una disavventura sentimentale, Judith Farrow incontra sull'isola di Barbados il colonnello russo Fëdor Sverdlov. Questi lavora per i servizi segreti sovietici a Parigi, ma non crede ormai più negli ideali comunisti, ed è da tempo incorso nei sospetti del partito. La sua sincera attrazione per la donna inglese, intelligente e intellettualmente indipendente come lui, è immediata. Judith rimane a sua volta affascinata, ma si mostra restia a concedersi pienamente, ancora turbata dalla morte del marito e dalla rottura con un uomo dell'Intelligence Service, l'organizzazione per cui lavora a Londra. Quella che diventa, gradualmente, una relazione sempre più stretta, preoccupa gli agenti dell'una e dell'altra parte, convinti che l'incontro non sia casuale.
Di ritorno in Europa, i due continuano a vedersi nonostante l'Intelligence avverta la donna che Sverdlov, con ogni probabilità, intende sottrarla ai servizi segreti britannici e portarla dalla propria parte. È in effetti ciò che l'uomo fa credere al suo superiore, il generale Golitsyn, in modo da continuare a vedere Judith. Quando la signora Farrow, ormai pienamente innamorata, viene a sapere che Sverdlov è stato richiamato in patria con la scusa di salvare il proprio matrimonio con una donna che ha chiesto il divorzio - ma in realtà per essere ucciso a causa delle proprie opinioni sovversive -, convince i suoi superiori a proteggerlo. Sverdlov, in cambio, svelerà l'identità di Blue, un misterioso individuo che dall'interno dell'Intelligence collabora segretamente con Mosca.
Il piano prevede che Judith accompagni Fëdor alle Barbados, per poi farlo riparare ad Ottawa. Nell'isola caraibica, gli uomini di Golitsyn cercano di uccidere il traditore. La televisione e i giornali diffondono la notizia della sua morte, gettando nello sconforto la donna. Sverdlov, in realtà, è vivo e già in Canada, dove i due riescono infine a ricongiungersi.

## Produzione
Il ruolo del generale Golytsin fu affidato a Oskar Homolka, un attore austriaco naturalizzato statunitense. Per dargli un aspetto più inquietante, da vecchio burocrate sovietico, gli furono applicate delle foltissime sopracciglia in modo da farlo assomigliare il più possibile al presidente sovietico Leonid Il'ič Brežnev, all'epoca molto conosciuto in Occidente.